# Тики-така

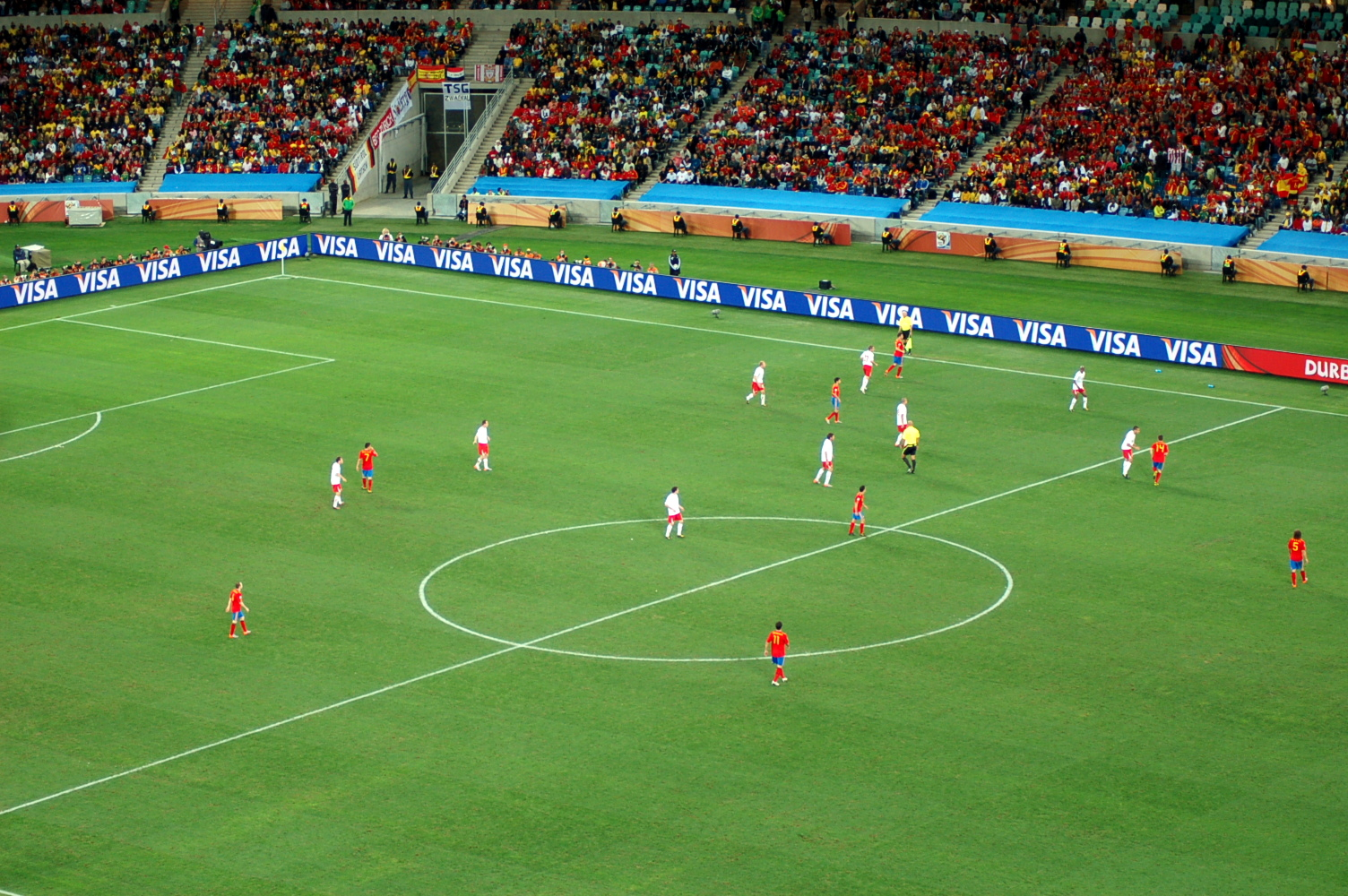
Матч чемпионата мира 2010 года между Испанией и Швейцарией

Тики-така (исп. tiqui-taca, англ. tiki-taka) — испанская футбольная тактика, основанная на коротком пасе и движении с мячом в разных зонах поля, а также на постоянном владении мячом. Подобный стиль разработал футбольный клуб «Барселона» под руководством Пепа Гвардиолы, который позже открестился от него, назвав «бесполезным и бестолковым». Корни тики-таки восходят к стилю игры, привитому «Барселоне» Йоханом Кройфом в начале 1990-х. Тики-така была важнейшей составляющей «золотого состава» сборной Испании эпохи Луиса Арагонеса и Висенте Дель Боске, который завоевал с 2008 по 2012 годы три титула подряд — два чемпионства Европы и чемпионство мира — и футбольному клубу «Барселона», который в 2009 году выиграл шесть трофеев. Тики-така предполагает отказ от традиционного способа мышления в футболе и переход к зональной опеке.

## Предшественники
В прошлом существовали тактики, схожие с тики-такой, которые приносили успех командам, чьи игроки хорошо умели играть в пас и двигаться без мяча. Так, немецкий «Шальке 04» доминировал в чемпионате Германии в 1934—1942 годах благодаря тактике, названной «волчок „Шальке“» (нем. Schalker Kreisel), а в 1970-е годы амстердамский «Аякс» и сборная Нидерландов снискали славу благодаря «тотальному футболу». Схожая тактика принесла с 1941 по 1944 годы четыре титула чемпиона Аргентины футбольному клубу «Ривер Плейт», а состав клуба той эпохи получил прозвище «Машина».

## Происхождение и развитие

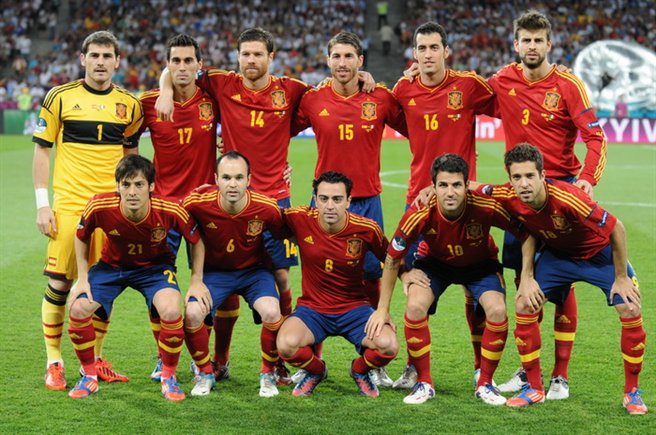
Сборная Испании перед победным финальным матчем чемпионата Европы 2012 года

Считается, что впервые официально этот термин употребил телекомментатор Андрес Монтес во время трансляции встречи чемпионата мира в Германии на телеканале LaSexta, но есть версии, что подобный термин употреблялся в Испании гораздо раньше. По одной из версий, «тики-така» считалась изначально презрительным выражением, которое произнёс тренер клуба «Атлетик Бильбао» Хавьер Клементе. Монтес, освещая игру сборных Испании и Туниса на чемпионате мира 2006 года, описал следующим образом испанский стиль приёма и отдачи пасов: «Играем — тики-така, тики-така» (исп. Estamos tocando tiki-taka tiki-taka). По одной из версий, название этого стиля с лингвистической точки зрения представляет собой ономатопею, в которой под словом «тик» подразумевается короткий пас между игроками, но есть версия, что название было взято в честь игрушки «болтун», которая в англоязычных странах называется clackers, а в Испании — tiki-taka.
Существует версия, что раннюю форму тики-таки предложил тренер сборной Румынии Анджело Никулеску, руководивший командой на чемпионате мира 1970 года в Мексике. Его тактика, известная под названием «temporizare» (рум. задержка), предполагала удержание командой мяча на своей половине поля и игру в короткий пас при переходе на половину поля противника: тем самым команда рассчитывала вывести из себя противника, выходившего за пределы поля для прессинга. С помощью этой тактики румыны не только смогли пройти квалификационный этап к чемпионату мира, но и обыграть Чехословакию на групповом этапе.
В то же время считается, что основы тактики, из которой происходила испанская тики-така, заложил нидерландский футболист и футбольный тренер Йохан Кройф во время своей работы во главе тренерского штаба «Барселоны» в 1988—1996 годах. В дальнейшем этот стиль игры развивали нидерландские тренеры Луи ван Гал и Франк Райкард, а позже эту тактику переняла вся Ла Лига. Нидерландский тренерский штаб позже сделал эту тактику обязательной в обучении игроков в барселонской футбольной академии «Ла Масия», что привело позже к появлению россыпи талантов в клубе — отличавшиеся низким ростом и не выделявшиеся «физикой», они обладали блестящей техникой игры. К этим звёздам относятся Педро, Хави, Андрес Иньеста, Сеск Фабрегас и Лионель Месси — все они обладают отличными навыками игры в пас, видением поля и прекрасно работают с мячом.
В 2008—2012 годах, когда наставником «Барселоны» был Пеп Гвардиола, тики-така достигла своего пика и расцвета благодаря тренерскому видению игры со стороны Гвардиолы, выдающемуся поколению игроков-воспитанников «Ла Масии» и умению команды постоянно контролировать мяч и создавать давление на половине поля противника. Важную роль сыграло и изменение в правилах фиксации положения «вне игры», внесённое в 2005 году. Размещая глубже защитников, команда получала больше возможностей для эффективной игры, и теперь важную роль играли не физические параметры, а техника, которую можно было совершенствовать. Тики-така эпохи Гвардиолы была схожа с нидерландским тотальным футболом в плане высокой линии обороны, постоянной смены позиций игроков на поле и ставки на владение мячом. В центре тики-таки стояла игра в пас: центральный нападающий играл роль «ложной девятки», который управлял мячом под разным углом; центральный защитник играл ближе к середине поля; опорные полузащитники разгоняли атаки благодаря игре в пас, а вратарь выбивал мяч после паса от своего же защитника.
Рафаэль Хонихштайн назвал тики-таку чемпионского состава сборной Испании, выигравшего первенство мира 2010 года в ЮАР, радикальным стилем, который эволюционировал дальше за четыре года — после неудачи на первенстве мира 2006 года испанцы решили не пытаться переигрывать соперника в «физике», а сконцентрироваться на владении мячом. Футбольный тренер команды Оксфордского университета Джед Дэвис, который прививал команде университета подобный стиль игры, полагает, что тики-така стала концептуальной революцией, основанной на идее того, что размер любого футбольного поля может меняться командой, которая на нём и играет. В плане владения мячом у команды появлялась возможность создать себе больше пространства, а в случае отсутствия мяча она могла агрессивным прессингом в стиле Валерия Лобановского вернуть себе мяч. Пеп Гвардиола говорил, что команда заберёт себе мяч обратно под контроль, только когда до ворот противника будет не 80, а 30 метров.

## Обзор тактики
У нас у всех одна и та же идея. Контролировать мяч, двигаться с мячом и без мяча, создавать себе пространство для организации опасных атак.

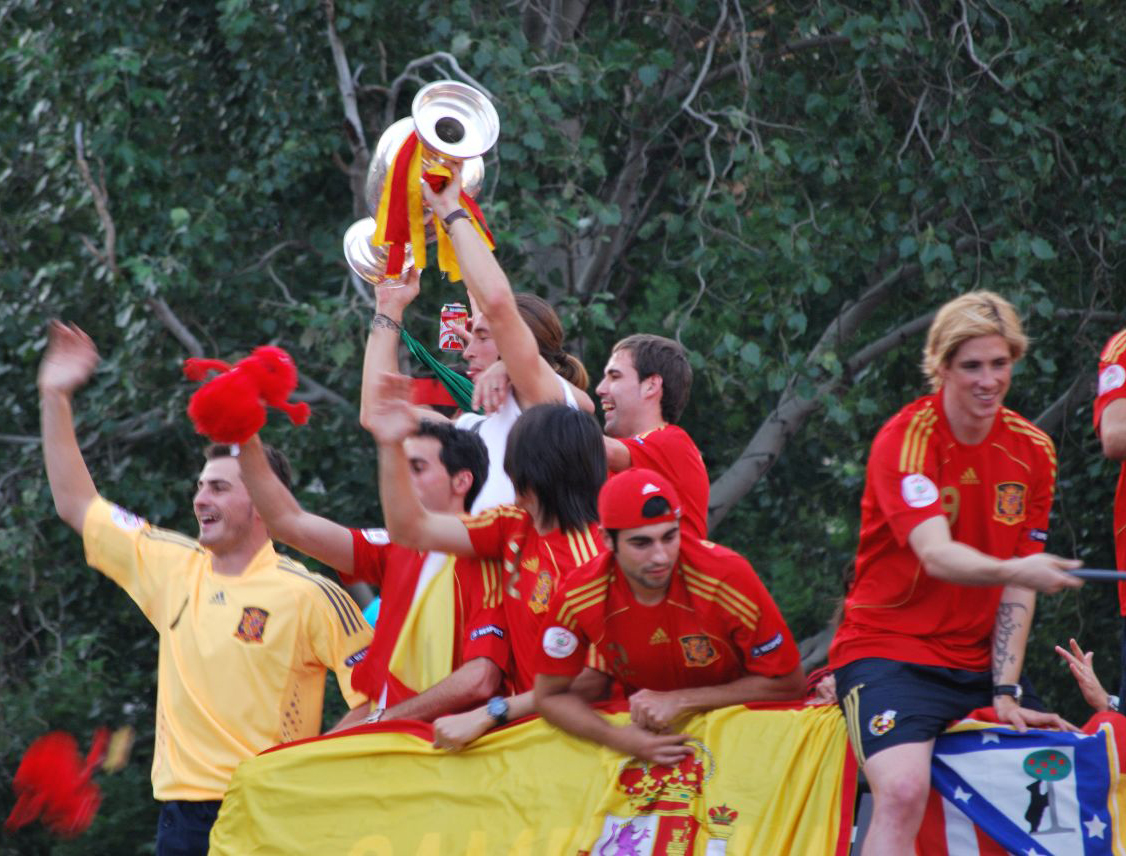
Сборная Испании с выигранным в 2008 году кубком Европы

Тики-така основывается на командной игре и полном понимании геометрии пространства на футбольном поле. Пример тики-таки Гвардиолы в «Барселоне» считается лучшей демонстрацией этого стиля, особенно сезон 2008/2009 европейского и мирового футбола, когда «Барселона» выиграла сразу шесть клубных трофеев. Каталонцы играли с высоко расположенной оборонительной линией, создавая искусственный офсайд, и использовали помощь полузащитников в защите, чтобы у команды появлялось больше вариантов передач. Защитники отличаются терпением и предпочитают более безопасные варианты передач, когда ищут на поле полузащитников, ждущих возможности для вертикального паса. Одним из залогов успешного выступления «Барселоны» стала игра на Лионеля Месси, который принимал передачи при первой возможности. На последней трети поля Гвардиола предпочитал свободу действий, на которой действия были тем эффективнее, чем больше моментов создавала команда по ходу игры.
Стиль тики-таки описывался как «стиль игры, основанный на коротком пасе и движении, который помогал забить гол», как «стиль, в котором мяч всегда тщательно обрабатывается разными способами» и как «шутливая фраза, за которой скрываются игра в короткий пас, терпение и владение мячом как самые главные вещи». В полузащите для тики-таки характерно «бродящее движение» игроков и смена позиций, доставка мяча запутанными и сложными способами, а также обостряющие передачи с одним или двумя касаниями. Поскольку команда всегда владеет мячом, можно сказать, что тики-така может быть одновременно и атакующим, и оборонительным стилем игры.
Тики-таку противопоставляли «лобовой атаке» с физической точки зрения и со стилем быстрых пасов «Арсенала» Арсена Венгера сезона 2007/2008, когда Сеск Фабрегас был единственным связующим звеном обороны и атаки. Тики-така у футбольных экспертов ассоциируется с чутьём, творческим началом и касанием, но иногда представляет собой медленную опасную игру без направления, которая может приносить эффективность в жертву ради красоты игры.

## Успешное применение

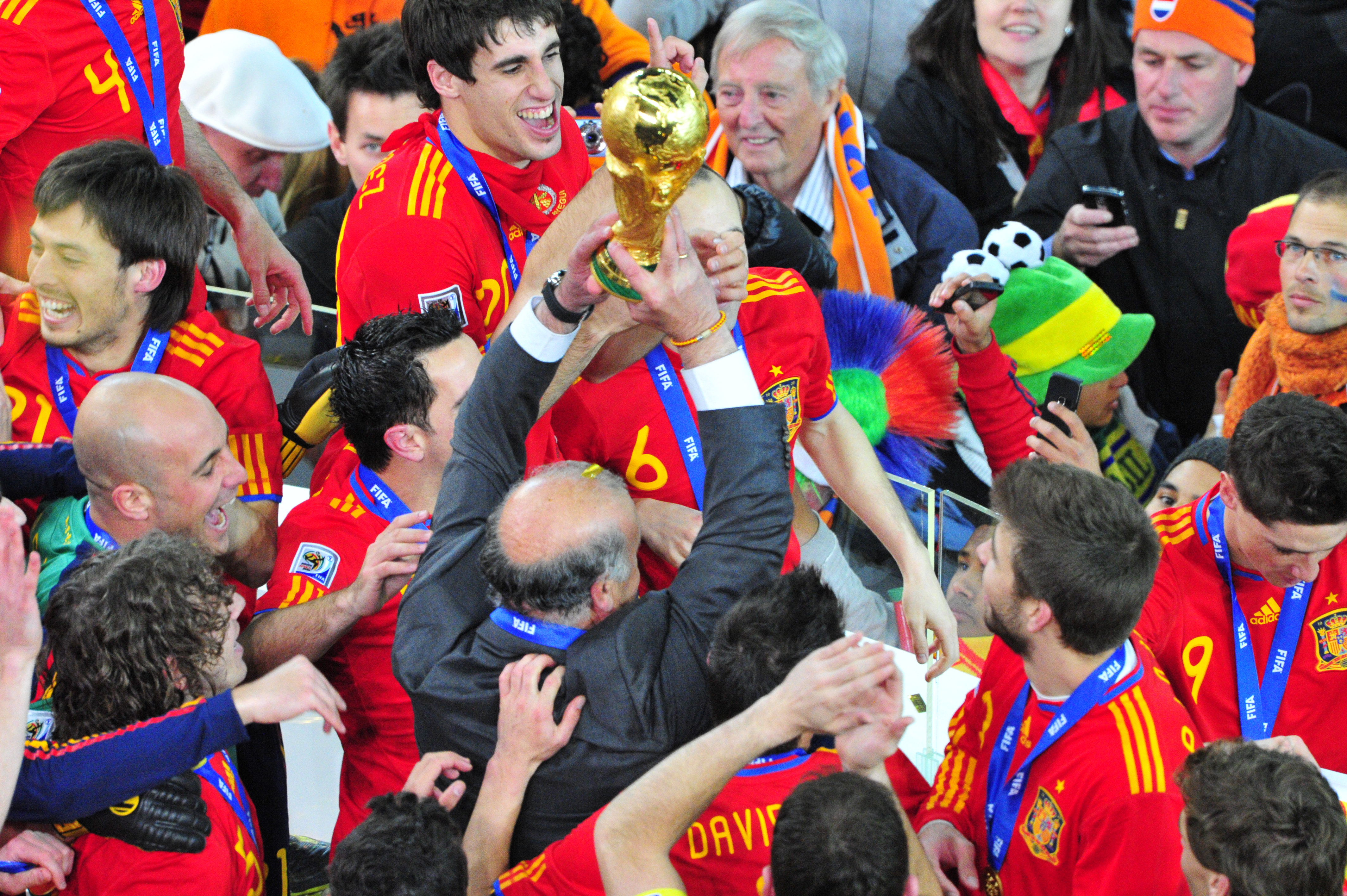
Сборная Испании с выигранным в 2010 году Кубком мира ФИФА

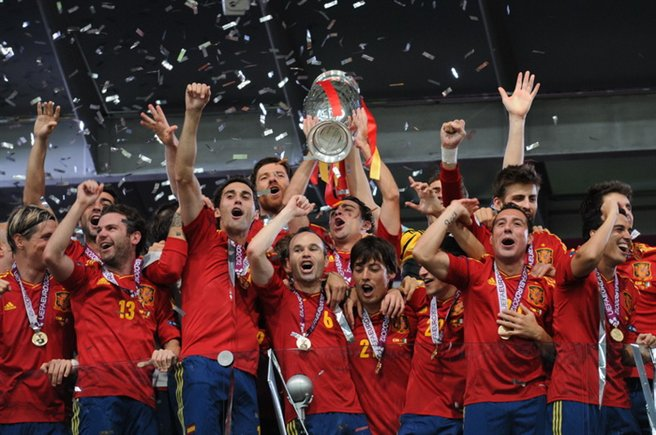
Сборная Испании с выигранным в 2012 году кубком Европы

Наиболее успешно применяли тики-таку в мировом футболе национальная сборная Испании и футбольный клуб «Барселона». Сборная Испании благодаря этой тактике выиграла три крупных турнира подряд — чемпионат Европы 2008 года, чемпионат мира 2010 года и чемпионат Европы 2012 года, а «Барселона» завоевала шесть трофеев в 2009 году: победы в чемпионате Испании, Кубке Испании и Лиге чемпионов УЕФА в сезоне 2008/2009 и выигранные в начале сезона 2009/2010 Суперкубок УЕФА, Суперкубок Испании и Клубный чемпионат мира ФИФА. Всего за четыре года работы Хосепа Гвардиолы на посту главного тренера каталонцы выиграли 14 из 19 возможных трофеев, в том числе Лигу чемпионов УЕФА в сезоне 2010/2011, а в сезоне 2014/2015 Лига чемпионов УЕФА покорилась и Луису Энрике, который, однако, немного отошёл от философии тики-таки, предпочитая так называемый «гибридный футбол».
Сид Лоу отметил в качестве ключевой причины победы испанцев на Евро-2008 именно тики-таку, которая применялась при Луисе Арагонесе с целью укрепления защитной линии, поддержания принципа владения мячом и доминирования в игре, но без крайностей. Однако первые шесть голов испанцев на чемпионате Европы — четыре в ворота России и два в ворота Швеции — были забиты не благодаря тики-таке, а благодаря ошибкам противников и прорывам испанцев (в пяти случаях) и один со стандартного положения. По словам российского спортивного журналиста Игоря Рабинера, победа сборной Испании была полностью закономерна на «одном из самых ярких и атакующих турниров двух последних десятилетий», поскольку испанцами благодаря игре в каждой из семи встреч наконец-то прекратилась эпоха прагматизма, начавшаяся после победы Греции на чемпионате Европы 2004 года и закрепившаяся после победы Италии на чемпионате мира в Германии в 2006 году.
Победа на чемпионате мира 2010 года, с точки зрения Лоу, подтвердила две традиции испанского футбола — мощный, агрессивный и прямой стиль игры, который ещё в 1920 году даровал сборной Испании, завоевавшей серебряные медали Олимпиады в Антверпене, прозвище «Красная фурия» (исп. La Furia Roja), и тики-така, положившая основу для принципа игры в короткий пас и постоянного владения мячом. Рафаэль Хонихштайн отметил, что в полуфинале против Германии испанцы продемонстрировали самую сложную версию современной футбольной тактики в виде бескомпромиссной игры в пас, совмещённой с интенсивным, высоким прессингом. Эта тактика стала дальнейшим развитием «тотального футбола», предусматривавшим в качестве основы именно движение с мячом, а не постоянную смену позиций, и позволявшим испанцам контролировать мяч и противника.
Испания выиграла чемпионат Европы 2012 года, не проводя много блистательных встреч, но действуя достаточно эффективно — с испанской игрой в короткий и средний пас не справилась ни одна команда на Евро. Благодаря этому к тики-таке вырос интерес и в науке: 28 июня 2012 года, незадолго до финальной встречи чемпионата Европы были опубликованы исследования математиков Хавьера Лопеса Пенья (школа математических наук, Лондонский университет королевы Марии) и Уго Тушетта (Университетский колледж Лондона). В них учёные математически обосновали преимущества тики-таки на чемпионате мира по футболу 2010 года, используя теорию сетевых взаимодействий, и конвертировали все сделанные испанцами и голландцами передачи (417 испанских против 266 нидерландских) в сетевую схему. Помимо более плотной, симметричной и равномерной игры испанцев с большим упором на игру в центре поля, учёные выявили и так называемую «центрированность промежуточных связей» — степень зависимости сети от уязвимости одного узла (иначе говоря, зависимости команды от уязвимостей и ошибок собственных игроков). У испанцев эта чувствительность к собственным ошибкам игроков была не такой большой, как у голландцев, а после финала выяснилось, что высокая чувствительность оказалась и у сборной Италии — травмы Джорджо Кьеллини и Тиагу Мотты на 20-й и 61-й минутах привели к итоговому разгромному поражению итальянцев 0:4. Таким образом, учёные математически доказали важность командной игры для успешного применения тики-таки, а наиболее важным узлом в сборной отметили Хави.
Помимо испанцев, эту тактику применяли и другие команды. Женский чемпионат мира 2011 года стал триумфальным для сборной Японии под руководством Норио Сасаки. Тики-така помогла его подопечным, известным под прозвищем «надесико», выбить из борьбы сенсационно двух фаворитов турнира — немок и американок. По мнению L'Equipe, схожего стиля или так называемой «вертикальной тики-таки» придерживался итальянский «Наполи» под руководством Маурицио Сарри в сезоне 2017/2018, когда клуб занял 2-е место в чемпионате Италии.

## Критика

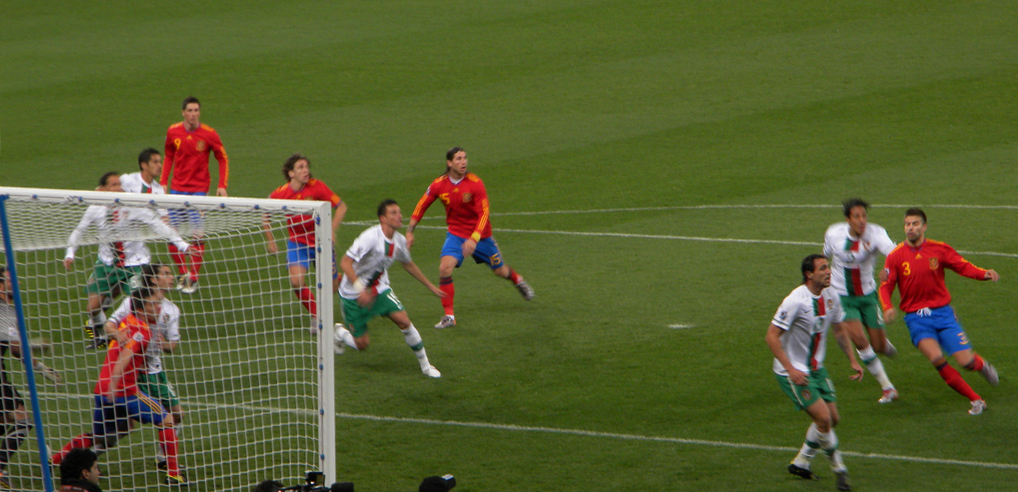
После матча Испания — Португалия на чемпионате мира 2010 года «красная фурия» была раскритикована Жозе Моуринью за «стерильную» технику

Журналист Гай Хеджкоу подвергал критике тики-таку за то, что в испанской сборной из-за этого нет чистых нападающих, роль которых играют теперь полузащитники, а нападающие занимают позицию «ложной девятки». Из-за этого, по словам Хеджкоу, на поле из полевых игроков (а иногда даже с учётом вратаря) присутствуют одни полузащитники, которые только перекатывают мяч, пока кто-то не затолкает его в ворота. Однако наиболее острым критиком тики-таки был португальский тренер Жозе Моуринью, ушедший из «Интера» в мадридский «Реал» на момент старта чемпионата мира 2010 года: Моуринью также говорил, что в сборной Испании нет нападающих, а присутствуют только полузащитники. Наставник «Арсенала» Арсен Венгер утверждал, что испанцы на Евро-2012 изменили свою игровую философию и отказались от атакующего стиля, и даже несмотря на итоговую победу, испанское владение мячом стало не главным ключом к победе, а уже единственным способом испанцев не проиграть. Болельщики критиковали стиль игры за небольшое количество голов и утомительную перепасовку. Позже и сам Пеп Гвардиола, когда перешёл в «Баварию», отказался от своей любви к тики-таке, назвав её «полным мусором» и осудив принцип «передач ради передач».

## Противостояние тики-таке
Доминирование «Барселоны» и сборной Испании на стыке десятилетий заставило тренеров выработать серию контртактик, основанных на владении мячом. Наиболее простым и достаточно эффектным примером была оборонительная тактика, ставшая известной как «припаркованный автобус» с подачи Жозе Моуриньо. Также в борьбе против тики-таки не меньшую роль играл прессинг.

### 2009—2010 годы

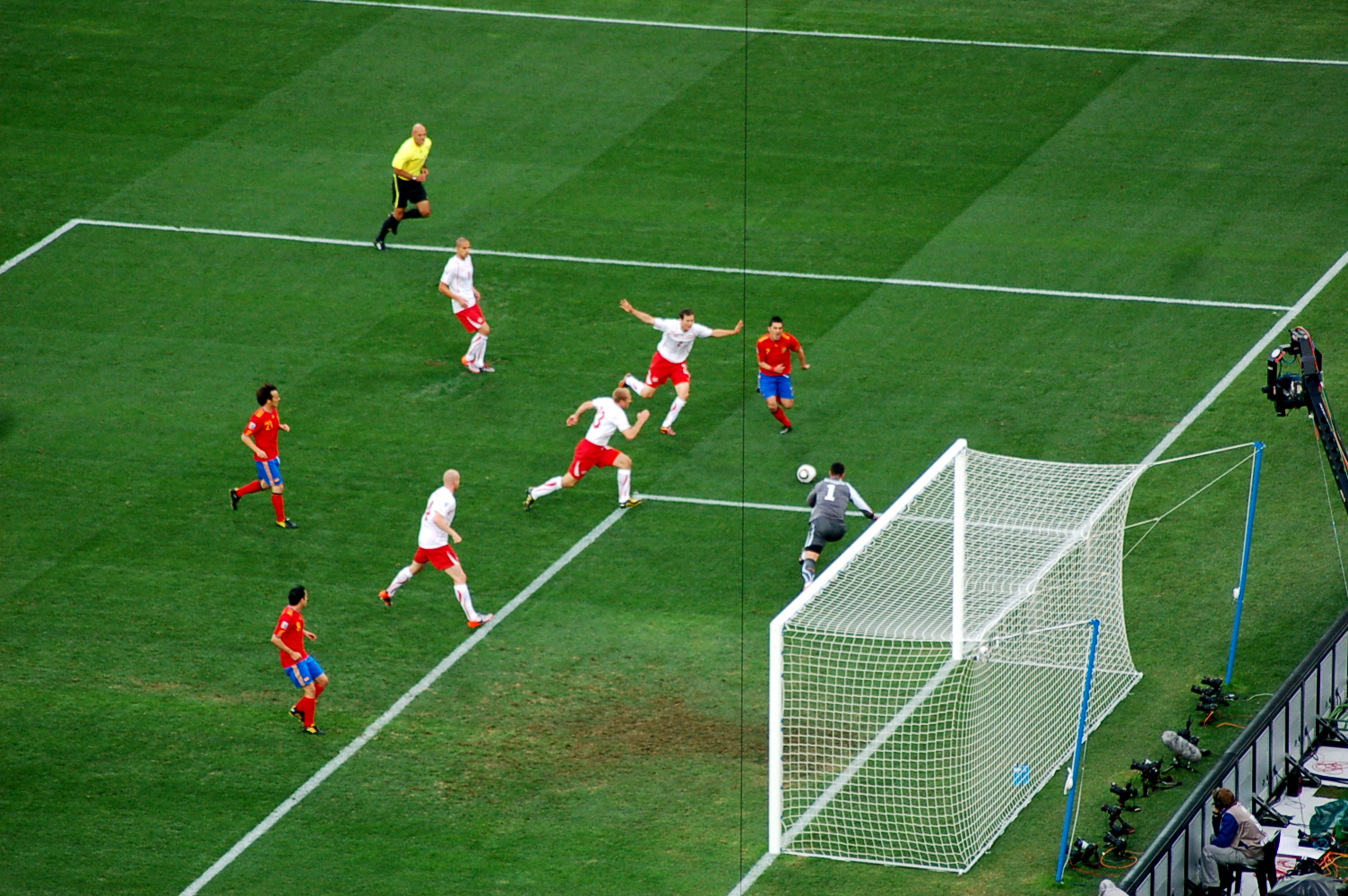
Матч Испания — Швейцария, в котором швейцарцы победили будущих чемпионов мира

«Барселона» под руководством Пепа Гвардиолы выигрывала в личных встречах хотя бы один раз у 51 команды. Клуб «Челси» стал редким исключением — «Барселона» Гвардиолы ни разу не победила этот клуб в личной встрече (не по сумме матчей). В сезоне 2008/2009, когда «Барселона» взяла Лигу чемпионов УЕФА, в полуфинале «синие» под руководством Гуса Хиддинка использовали компактную оборону для того, чтобы вынуждать каталонцев наносить удары из-за пределов штрафной, а не в площади штрафной. В первом матче полуфинала на «Камп Ноу» лондонцы сыграли вничью 0:0 благодаря проявленному в обороне индивидуальному мастерству Жозе Бозингвы, Джона Терри и Майкла Эссьена, которые выключили из игры главную звезду каталонцев — Лионеля Месси — и впервые в сезоне не дали каталонцам забить на «Камп Ноу». Однако в ответном матче «Барселона» вышла в финал не без ошибок судьи Тома Хеннинга Эвребё, который минимум четыре раза не поставил пенальти в ворота каталонцев и позже признал ряд своих решений неверными. При счёте 1:0 на последних минутах Андрес Иньеста сравнял счёт, что по правилам гостевого гола открывало «Барселоне» дорогу в финал, в котором каталонцы в итоге и победили.
Летом 2009 года на Кубке конфедераций в ЮАР испанцы, попавшие туда на правах победителей чемпионата Европы 2008 года, в полуфинале сенсационно проиграли США со счётом 0:2. Американцы вышли в плей-офф только благодаря достаточной разнице забитых и пропущенных мячей, опередив Египет и Италию. Тренер американцев Боб Брэдли полагался на тактику 4-4-2 с глубокой обороной, которая должна была сократить пространство для испанского владения мячом и подёргать испанскую оборону, чтобы можно было проводить контратаки. Голы Джози Алтидора и Клинта Демпси закрыли дорогу в финал испанцам, несмотря на то, что американцы играли вдесятером. В финале американцы едва не сотворили ещё одну сенсацию, забив дважды бразильцам в первом тайме — однако в тот раз оборона американцев не выдержала, и они и в итоге проиграли 2:3. Спустя год поражение испанцев в полуфинале аукнулось на групповом этапе чемпионата мира 2010 года, когда будущие чемпионы мира потерпели своё первое и последнее на том турнире поражение в матче против Швейцарии. Испанцы в той встрече минимум трижды заставили швейцарцев в первом тайме ошибиться, однако не воспользовались этими возможностями, а ошибка Хаби Алонсо во втором тайме после углового привела к тому, что комбинация с участием Эрена Дердийока и Желсона Фернандеша завершилась голом последнего в испанские ворота. Дальнейшие попытки испанцев сравнять счёт успехом не увенчались, а на 70-й минуте Эрен Дердийок чуть не забил второй мяч, попав в штангу. После игры тренер альпийцев Отммар Хитцфельд сказал, что вдохновился примером Боба Брэдли.
В сезоне Лиги чемпионов УЕФА 2009/2010 «Барселона» также выступала не идеально: 20 октября 2009 года на групповом этапе она дома сенсационно проиграла казанскому «Рубину» 1:2, пропустив гол уже на 2-й минуте, сравняв счёт во втором тайме и позже пропустив второй. Казанцы плотно играли в обороне, и даже вкупе с проникающими передачами и навесами «сине-гранатовым» не удалось отыграться, причём несколько ударов каталонцев на последних минутах встречи пришлись в каркас ворот. Тем не менее, «Барселона» в итоге дошла до полуфинала розыгрыша, где встретилась с будущим триумфатором турнира, миланским «Интером» — миланцы под руководством Жозе Моуринью решили не играть от обороны, а действовать агрессивно. Они выключили из игры Лионеля Месси и сбили с ритма игры Хави, что привело к сенсационному поражению «Барселоны» со счётом 1:3. Победа каталонцев в ответном матче 1:0 всё равно вывела в финал «Интер», который доигрывал большую часть матча вдесятером.

### Полуфинал Лиги чемпионов УЕФА 2011/2012
В сезоне 2011/2012 «Барселона», будучи действующим победителем Лиги чемпионов УЕФА, дошла до полуфинала розыгрыша, где по сумме двух встреч уступила лондонскому «Челси», ведомому итальянским тренером Роберто Ди Маттео. По словам Фернандо Торреса, в полуфинальной двухматчевой серии более важными, чем контроль над мячом, оказались отвоёвывание пространства «синими» и борьба на флангах — например, Рамирес, который сдерживал Дани Алвеса, вынуждал «Барсу» атаковать в лоб. Бывший полузащитник «Челси» Пэт Невин отметил, что у «Челси» в середине поля было три дисциплинированных полузащитника, которые сужали каталонцам пространство для маневрирования, из-за чего Лионель Месси уходил глубже для получения мяча, а в большинстве случаев его один-в-один обыгрывал Фрэнк Лэмпард. В первом матче «Челси» победил со счётом 1:0.
Во втором матче Ди Маттео применял тактическое построение 4-5-1 с компактной полузащитой. Каталонцы владели мячом 73 % игрового времени по сумме двух встреч, отметившись 46 ударами по воротам лондонцев против 12 ударов со стороны «Челси» (соответственно, счёт по ударам в створ 11:4 в пользу «Барселоны»), но во втором матче снова Фрэнк Лэмпард сыграл ключевую роль, отметившись двумя голевыми передачами, а неспособность «сине-гранатовых» выигрывать борьбу в воздухе у «пенсионеров» также во многом предопределила исход противостояния — во втором матче ничья 2:2 оказалась достаточной для выхода «Челси» в победный для «синих» финал.

### Сезон 2012/2013
В 1/8 финала Лиги чемпионов УЕФА 2012/2013 каталонцы играли против «Милана», ведомого Массимилиано Аллегри. В первом матче на «Сан-Сиро» миланцы придерживались формации 4-4-2: роль пятого полузащитника и второго нападающего играл Стефан Эль-Шаарави, который мог обыграть Дани Алвеса, а Салли Мунтари занимался опекой Хави в центре. Из-за этого у «Барсы» сузились возможности для атаки, что привело к поражению 0:2. В ответном матче каталонцы учли ошибки и перешли к схеме 3-3-1-3 — центральным нападающим стал Давид Вилья, а Лионель Месси смог свободно переходить от полузащиты к нападению. Это помогло «сине-гранатовым» выиграть 4:0. Однако в том же сезоне в полуфинале «Барселона» снова проиграла из-за тики-таки — мюнхенская «Бавария», будущий триумфатор Лиги чемпионов, разнесла их с суммарным счётом 7:0 в обеих встречах. Юпп Хайнкесс сбалансировал свою команду и отказался от намёков ван Гала на «тотальный футбол», закрепив за каждым из игроков свою позицию и роль на поле во время атаки и предоставив больше свободы нападающим. В первом матче «Барселона» проиграла 0:4 при 63 % времени владения мячом, но при 9 ударах по своим воротам против одного своего и при 11 поданных «Баварией» угловых против четырёх своих. Хави Мартинес и Бастиан Швайнштайгер выбили из игры в центре поля Хави и Андреса Иньесту, не позволяя им делать передачи вперёд, а Арьен Роббен и Франк Рибери ничего не позволили каталонцам сотворить на флангах. «Ложный прессинг» баварцев в первом матче позволял команде Хайнкеса и сохранить силы на второй матч, и не позволить «Барселоне» создать что-то опасное уже благодаря одному присутствию баварцев в зонах атаки, предпочитаемых каталонцами. В ответном матче из-за травм у барселонцев не вышли на поле Карлес Пуйоль и Хавьер Маскерано, что разрушило оборонительную систему каталонцев и привело к разгромному поражению 0:3. Газета The Guardian писала, что «Барселона» не была физически готова к такому противостоянию, не справилась при розыгрыше стандартов и не сдержала контратаки — эти три составляющие и стали главной причиной поражения тики-таки.
На Кубке конфедераций 2013 года сборная Испании, которая попала на турнир как чемпион Европы 2012 года, проиграла в финале хозяевам турнира и грядущего чемпионата мира — бразильцам — с разгромным счётом 0:3, тем самым прервав свою рекордную беспроигрышную серию из 29 матчей подряд. По владению мячом у испанцев было небольшое преимущество (53 % против бразильских 47 %), но по игре испанцы потерпели заслуженное поражение, не справившись с дуэтом Неймар—Фред. Первые два гола были забиты в первом тайме благодаря действию этого дуэта: уже на 2-й минуте Фред после скидки Неймара поразил ворота Икера Касильяса, за минуту до конца основного времени первого тайма Неймар с левого края штрафной попал в ближнюю «девятку», а после перерыва Фред после передачи на край штрафной сделал счёт крупным, оформив дубль. Апофеозом невезения испанцев стали незабитый Серхио Рамосом пенальти на 55-й минуте и удаление Херарда Пике на 68-й минуте за фол последней надежды. Индивидуальное мастерство Неймара и Фреда оказалось, по мнению экспертов, предвестником грядущего краха Испании на чемпионате мира 2014 года.

### Сезон 2013/2014
У самой «Барселоны» проблемы продолжились в сезоне 2013/2014, когда мадридский «Атлетико» не только отобрал себе титул чемпиона Испании, но и выбил снова барселонцев из полуфинала Лиги чемпионов. Диего Симеоне, применяя расстановку 4-4-1-1, разместил в опорной зоне Габи и Тьягу Мендиша, а на позиции инсайдов Коке и Арду Турана вместо вингеров Рауля Гарсии и Давида Вильи, а в нападение отрядил Диего Косту. Таким образом, «Барселона» потеряла в середине поля возможности для маневрирования и с тики-такой была обречена на поражение в противостоянии с «Атлетико». Игроки «матрасников» обладали и физическим преимуществом, поскольку были выше каталонцев по росту — Диего Годин и Миранда прерывали длинные пасы барселонцев и часто шли вперёд при розыгрыше штрафных и угловых. Именно Годин забил гол головой в матче последнего тура чемпионата Испании против «Барселоны» в сезоне 2013/2014 после розыгрыша углового и принёс команде титул чемпиона Испании. Эта же тактика помогла «матрасникам» выбить «Барселону» из Лиги чемпионов УЕФА. С другой стороны, тики-така Пепа Гвардиолы больно ударила и по «Баварии» — в первом полуфинале на «Сантьяго Бернабеу» мадридский «Реал», будущий триумфатор Лиги чемпионов УЕФА, под руководством Карло Анчелотти одержал победу 1:0, воспользовавшись уязвимой обороной баварцев, которым не помог их высокий прессинг в атаке, и забив гол после контратаки. Во многом завершающие удары после атак баварцев ставили в тупик не столько мадридцев, сколько всю «Баварию». В ответном матче в Мюнхене мадридцы выиграли 4:0, причём Серхио Рамос забил два гола в ворота баварцев после розыгрышей стандартных положений, которые были традиционно слабой стороной каждой команды, придерживавшейся тики-таки
На чемпионате мира 2014 года Испания досрочно сложила полномочия чемпионов мира, проиграв первые два матча в групповом этапе. Первый удар испанцы пропустили от Нидерландов — Луи ван Гал, следуя построению 5-3-2, вывел в атаку Робина ван Перси и Арьена Роббена, полузащиту из трёх человек подстраховывал крайними защитниками Дэрилом Янматом и Дейли Блиндом при поддержке ещё трёх защитников. Счёт был открыт испанцами с пенальти, который заработал Диего Коста, а реализовал Хаби Алонсо, но после этого голландцы на быстрых контратаках забили пять безответных мячей — впервые за 64 года испанцы проиграли с разницей в 4 мяча. Ван Гал, который занимался обучением Хави и Андреса Иньесты за время своей работы в «Барселоне», прекрасно знал тактику испанцев и нейтрализовал её. Во втором матче группового этапа команда Чили, придерживавшаяся тактики 3-4-3, которая плавно переходила в 5-3-2, обеспечила персональную опеку трёх испанских полузащитников — против Давида Сильвы вышел играть Марсело Диас Рохас, против Хаби Алонсо — Чарлес Арангис, против Серхио Бускетса — Артуро Видаль. Эту тактику и в прошлом применял тренер чилийцев Марсело Бьелса. Быстрые контратаки Чили воплотились в два гола в первом тайме, а чилийцы не позволили испанцам создать что-то толковое за всю встречу. Испания выбыла из дальнейшей борьбы, сложив чемпионские полномочия уже после второго тура группового этапа, и даже победа над Австралией со счётом 3:0 в третьем матче ничего не изменила. Наставники «Барселоны» Херардо Мартино и Луис Энрике задумались о том, что испанскому футболу пора отказаться от тики-таки, а Диего Марадона одним из первых заявил, что эта тактика «мертва».

### Чемпионат Европы 2016
Сборная Испании, которая держалась на игроках «золотого поколения» конца 2000-х и была подкреплена дебютантами в лице Нолито и Альваро Мората, была настроена на победу на Евро-2016. В первых двух матчах ими были обыграны чехи 1:0 и турки 3:0. Сочетание тики-таки с новыми атакующими игроками, казалось, заставило прессу говорить единодушно об испанцах как о фаворитах турнира. Предполагалось, что испанцы выиграют уверенно группу и не попадут на победителя соседней группы как минимум до полуфинала — это должна была подтвердить третья игра против Хорватии. Однако хорваты победили со счётом 2:1 — на гол Мораты ответили своими точными ударами Никола Калинич и Иван Перишич (забил на последних минутах), а Серхио Рамос ещё и не забил пенальти. Из-за проигрыша испанцы попали в 1/8 финала на Италию, которая под руководством Антонио Конте действовала по схеме 3-5-2, обладая не только слаженной обороной, но и хорошей атакой. Уже в первом тайме Джорджо Кьеллини открыл счёт. Испанские игроки, взяв под полный контроль мяч только во втором тайме, не смогли ничего создать опасного, а итальянцы под конец матча благодаря голу Грациано Пелле добили испанцев и вышли в четвертьфинал. По словам чешского футболиста Иржи Ярошика, испанцы в первом тайме не были похожи на самих себя и включились игру только во втором тайме, но их футбол уже был похож на «ветеранский», а от былого преимущества тики-таки не осталось и следа.

### Чемпионат мира 2018

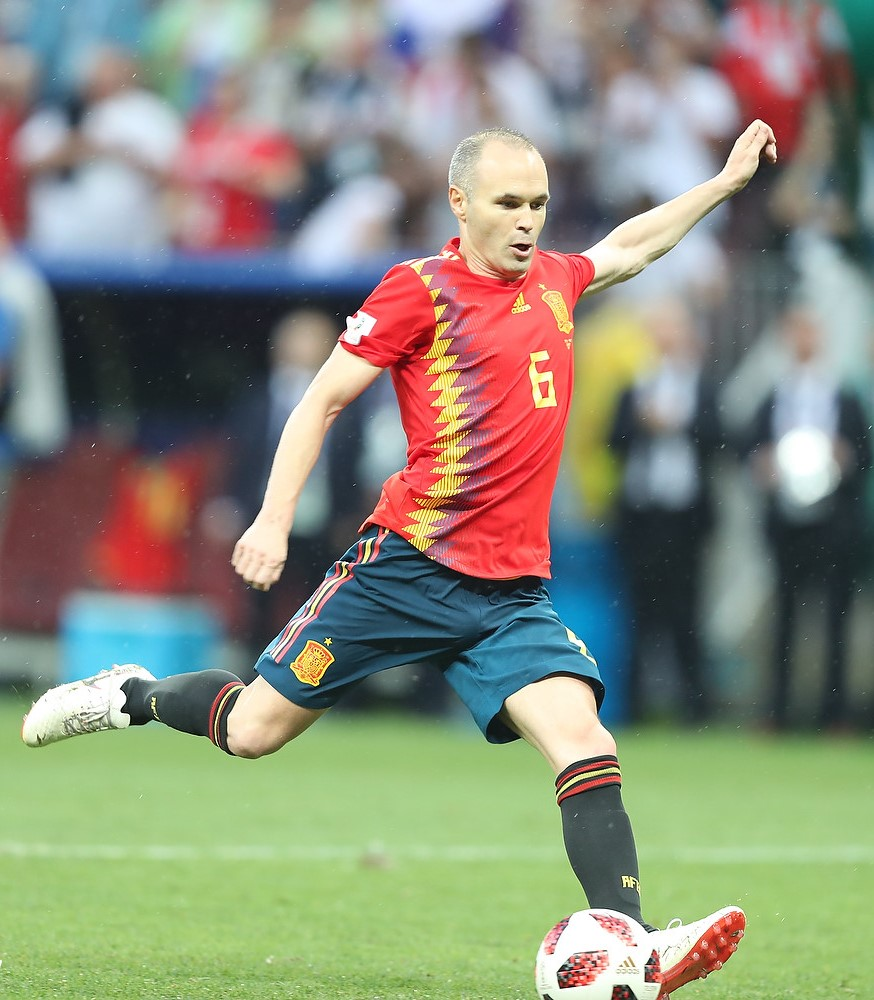
Андрес Иньеста в матче против России

Выступление сборной Испании на чемпионате мира в России, по итогам которого испанцы вылетели в 1/8 финала, пресса расценила как конец эпохи доминирования испанского футбола и окончательное крушение тики-таки. На групповом этапе испанцы показали зрелищную открытую игру против португальцев (3:3), но с трудом обыграли Иран (1:0) и спаслись в конце игры с Марокко (2:2). Тем не менее, испанцы выглядели фаворитами перед встречей с Россией Станислава Черчесова, которая перед стартом турнира занимала самое низкое место в рейтинге ФИФА и всё ещё имела серьёзные проблемы с игрой, а опыт испанцев по владению мячом и игре первым номером внушал надежду на успех. В матче 1/8 финала против хозяев чемпионата мира испанцы владели колоссальным территориальным и игровым преимуществом, заставляя хозяев двигаться очень много без мяча. Так, за 120 минут игрового времени (основное время и овертайм) и всё компенсированное время испанцы сделали более 1000 передач — по разным оценкам, это число составляло 1029, 1114 или 1174 передач, причём всего 7 из них были в штрафной противника; россияне за это же время сделали в пять раз меньше передач — всего 202. Испанцы нанесли 25 ударов по воротам за 120 минут, из них 17 после выхода Андреса Иньесты на поле.
Однако это преимущество не конвертировалось во что-то серьёзное, поскольку россияне, сделавшие ставку на плотную оборону и контратаки, психологически выстояли перед испанским напором. После 120 минут игрового времени с учётом компенсированных минут счёт был 1:1, и исход матча решился в серии пенальти, где от испанцев уже отвернулась удача. Несмотря на скептицизм многих экспертов до, во время и после матча, другого адекватного объяснения поражению, кроме как сильная зависимость испанской сборной от тики-таки, найти не удалось. Владение мячом, территориальное и игровое преимущество сыграли злую шутку с испанцами, которые не проявили никакого креатива в атаке. В заявке испанской сборной не числились ни Хави, ни Хаби Алонсо, а игравшие Андрес Иньеста и Давид Сильва были не на пике формы и не в тех физических кондициях, которые помогли бы им организовать нестандартные атаки. Одной из причин поражения назвали отсутствие опытного тренера во главе сборной — Хулен Лопетеги, который руководил сборной в отборочном туре и прививал ей стиль игры, уволился незадолго до старта чемпионата мира, уйдя в «Реал Мадрид», и был заменён на Фернандо Йерро, который со своей миссией на мундиале не справился и после поражения также подал в отставку.